# Jennifer Fallon
Jennifer Fallon   (Carlton, 1959) és una autora australiana de fantasia i ciència-ficció. També és empresària, formadora i consultora empresarial. Té un màster a la facultat d'Arts Creatives de QUT. Jennifer, entrenadora d'informàtica i especialista en aplicacions en el seu treball diari, treballa actualment a la indústria de les TI i passa un mes cada any treballant a la base Scott de l'Antàrtida.
Jennifer Fallon va néixer a Melbourne i després de viure a Austràlia Central durant diversos anys, ara resideix a l'illa del sud de Nova Zelanda. Ha venut més de 750.000 llibres a tot el món, incloses tres trilogies i una tetralogia. És publicada per Snapping Turtle Books a tot el món, a més d'alguns títols a través de Voyager Books a Austràlia, Tor i Random House als Estats Units, Orbit al Regne Unit, AST a Rússia, Heyne i Egmont a Alemanya i Luitingh Fantasy als Països Baixos. També ha estat coautora d'una novel·la de lligam, Stargate SG-1: Roswell.

## Publicacions
Nota:  Als Estats Units i al Canadà, The Demon Child i Hythrun Chronicles s'han comercialitzat sota la mateixa sèrie, The Hythrun Chronicles.
La trilogia del nen dimoni
1. Medalon (2000)
2. Treason Keep (2001)
3. Harshini (2001)

La trilogia dels segons fills
1. Lleó de Senet (2002)
2. Ull del laberint (2003)
3. El senyor de les ombres (2003)

Les cròniques Hythrun
1. Wolfblade (2004)
2. Warrior (2004)
3. Warlord (2005)

Els senyors de la marea
1. The Immortal Prince (2007)
2. Gods of Amyrantha (2007)
3. The Palace of Impossible Dreams (2008)
4. The Chaos Crystal (2008)

Rift Runners
1. The Undivided (2011)
2. Dark Divide (2012)
3. Reunion (2013)

Trilogia de lladres de lira
1. The Lyre Thief (2016)
2. Retribution (2017)
3. Covenant (TBA)
4. Brakandaran the Halfbreed (TBA)

- Stargate SG-1: Roswell (2007) (coautor amb Sonny Whitelaw)

Històries curtes
Les històries apareixen a les antologies següents:
- Baggage (2010) editat per Gillian Polack  MacReadie V The Love Machine
- More Tales of Zorro Yours and Mine  (2009)
- Australia's Legends of Fantasy (2009) editat per Jack Dann i Jonathan Strahan  The Magic Word
- Chicks In Capes Diary of a Superchick  (2010)